# Dacă toți bărbații ar fi frați, l-ai lăsa pe unul să se-nsoare cu sora ta?
„Dacă toți bărbații ar fi frați, l-ai lăsa pe unul să se-nsoare cu sora ta?” (în engleză „If All Men Were Brothers, Would You Let One Marry Your Sister?”) este o povestire științifico-fantastică a scriitorului american Theodore Sturgeon. A apărut pentru prima dată în antologia lui Harlan Ellison Dangerous Visions (Viziuni periculoase), în 1967. 

## Rezumat
Un pământean vizitează planeta Vexvelt, planetă care este ignorată de restul universului colonizat din motive necunoscute. Acesta consideră că a ajuns într-un paradis utopic, dar apoi este șocat și îngrozit să descopere că incestul este încurajat activ acolo. 

## Recepție
Povestirea  a fost finalistă pentru premiul Nebula din 1967 pentru cea mai bună nuveletă.
Paul Kincaid a numit-o „frumos construită” și „ciudat de lirică” și o poveste „pe baza căreia reputația lui Sturgeon se poate odihni confortabil”, dar a menționat că tonul său poate fi „tare și agitat”, dar a declarat că premisa de bază că planeta Vexvelt este ignorată dintr-un motiv pe  care nimeni nu-l știe „nu are niciun sens”. Brian Stableford a descris-o drept o „parabolă morală și curioasă”, al cărei „optimism sălbatic (...) este la fel de nepătrunzător pe cât este de neconvingător”.
Brian Aldiss a simțit că titlul este „curtenitor”, iar Algis Budrys l-a numit „pur și simplu teribil”. 

## Vezi și
- 1967 în științifico-fantastic